# 다이코쿠섬 (앗케시정)

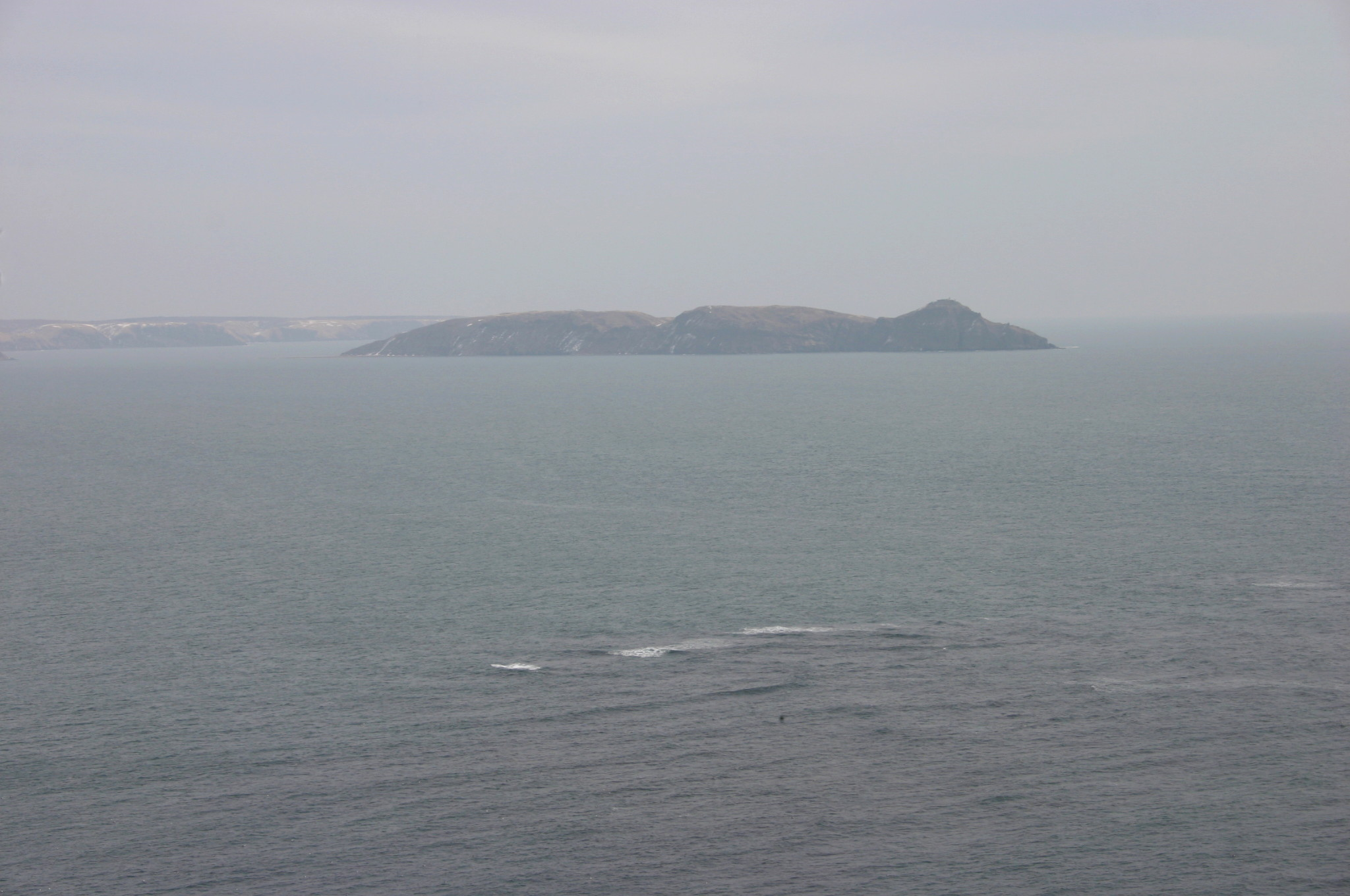

다이코쿠섬(일본어:  大黒島)'은 일본 홋카이도 앗케시 군 앗케시정에 속한 섬이다.

## 지리
다이코쿠 섬은 고지마 섬의 남쪽에 위치해 있으며 고지마 섬보다 몇 배나 더 크지만 사람이 전혀 살지 않는 돌섬이다.